# Умершие в феврале 2013 года
Это список известных людей, соответствующих установленным критериям значимости (см. Википедия:Критерии значимости персоналий), умерших в феврале 2013 года.
Причина смерти указывается лишь в исключительных случаях (убийство, самоубийство, гибель в результате военных действий, смертная казнь, ДТП или несчастные случаи). В остальных случаях — не указывается.

## Список

### 28 февраля

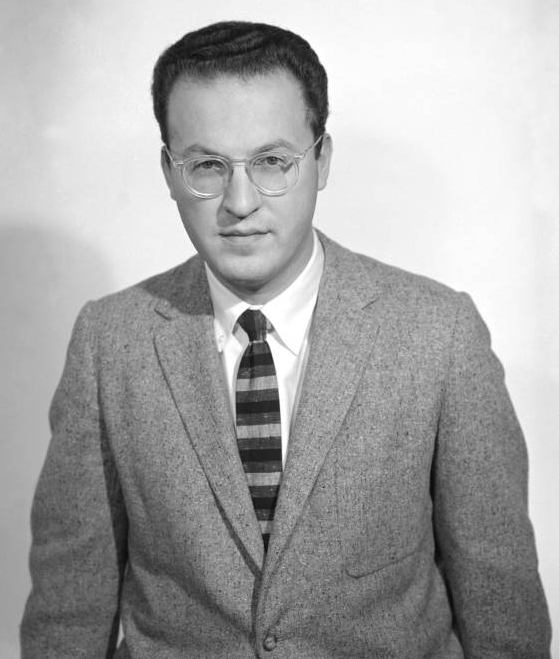
Дональд Глазер

- Азаров, Алексей Никанорович (90) — советский дипломат, участник Великой Отечественной войны, Герой Советского Союза[1].
- Бос, Тео (47) — нидерландский футболист и тренер[2].
- Булахов, Алексей (41) — соучредитель магнитогорской (Челябинская область) медиагруппы «Знак», бывший главный редактор газеты «Русский дом»; предполагается самоубийство на почве игромании[3].
- Вороновский, Юлиан (76) — епископ Украинской грекокатолической церкви[4].
- Глазер, Дональд Артур (86) — американский физик и нейробиолог, лауреат Нобелевской премии по физике (1960) за изобретение пузырьковой камеры[5].
- Дайрабаев, Рашид Якубджанович (45) — первый директор группы «Ласковый май» и бывший продюсер Николая Баскова[6].
- Кузищин, Василий Иванович (82) — российский историк, доктор исторических наук, профессор Московского государственного университета[7].
- Оноре, Жан Марсель (92) — французский кардинал, Архиепископ Тура (1981—1997)[8].
- Рейнолдс, Брюс (81) — участник криминального мира Великобритании, организатор ограбления почтового поезда Глазго — Лондон, происшедшего 8 августа 1963 года, известного как «Великое ограбление поезда»[9].
- Хлопин, Иван Никитич (83) — работник никелевого комбината, Герой Социалистического Труда[10].

### 27 февраля

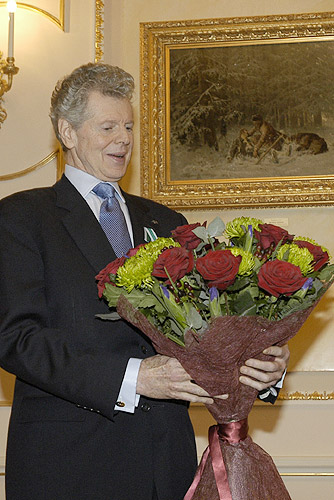
Ван Клиберн

- Аскерино, Мария (87) — испанская актриса[11].
- Деккерс, Рамон (43) — голландский тайбоксер, восьмикратный чемпион мира по муай тай; сердечный приступ[12].
- Зиедонис, Имант (79) — латышский поэт[13].
- Клиберн, Ван (78) — американский пианист; опухоль кости[14].
- Робертсон, Дайл (89) — американский актёр[15].
- Сальдивар Ларраин, Адольфо (69) — чилийский политик, юрист, посол в Аргентине (2010—2013), председатель Сената (2008—2009)[16].
- Славич, Станислав Кононович (87) — украинский крымский писатель[17].
- Сорочинский, Георгий Олегович (75) — заслуженный тренер Украины по плаванию[18].
- Франк, Джозеф (94) — американский филолог-славист и литературный критик, автор пятитомной биографии Ф. М. Достоевского[19].
- Эссель, Стефан Фредерик (95) — французский дипломат, правозащитник, писатель, бывший заключённый концентрационного лагеря и боец Движения Сопротивления[20].
- Эфендиев, Огтай Абдулькерим оглу (86) — азербайджанский историк, член-корреспондент Национальной академии наук Азербайджана, профессор[21].

### 26 февраля
- Ален, Мари-Клер (86) — французская органистка[22].
- Арутюнян, Бабкен Арутюнович (71) — армянский историк, член-корреспондент Национальной академии наук Республики Армения, профессор Ереванского государственного университета[23].
- Костенко, Кирилл Витальевич (41) — поселковый голова Симеиза (Крым, Украина); убит[24].
- Сергачёв, Виктор Николаевич (78) — актёр МХАТ, народный артист РСФСР[25].
- Симамура, Каору (43) — японская актриса озвучивания[26].
- Филлипс, Роберт Уорд (84) — американский биолог и ветеринар, астронавт (специалист по полезной нагрузке)[27]

### 25 февраля
- Абу Зейд, Абдельхамид — один из главарей группировки «Аль-Каида» в Мали, фанатик-террорист; убит[28].
- Басселли, Луис (69) — бразильский актёр[29].
- Велимирович, Милан (60) — югославский, сербский шахматист, международный гроссмейстер по шахматной композиции[30].
- Высоцкий, Михаил Степанович (85) — белорусский автоконструктор, академик НАН Беларуси, Герой Беларуси (2006)[31].
- Красницкий, Евгений Сергеевич (62) — российский писатель, депутат Государственной Думы РФ I созыва от КПРФ (1993—1995)[32].
- Монтехо, Кармен (87) — мексиканская актриса, сценаристка и театральный режиссёр[33].
- Утжесанович, Джуро (72) — хорватский актёр[34].

### 24 февраля
- Вуазан, Оливье (38) — французский фотокорреспондент, умер от ран, полученных в Сирии[35].
- Дыбан, Андрей Павлович (90) — российский эмбриолог, профессор, заслуженный деятель науки Российской Федерации[36], автор известных монографий[37].
- Хансен, Иб (84) — датский актёр[38]

### 23 февраля
- Адриан (87) — архиепископ Центрально и Западно-Европейский Румынской Православной Церкви (1982—1992)[39].
- Белайт, Эдит (81) — немецкая актриса[40].
- Котляров, Владимир Соломонович (75) — российский художник, поэт, актёр[41].
- Лесман, Юрий Михайлович (58) — российский археолог и общественный деятель[42].
- Рис, Жюльен (92) — бельгийский кардинал, церковный историк и богослов[43].
- Фриденсон, Йосеф (93) — американский раввин, основатель и многолетний редактор журнала «Дос идише ворт» (Еврейское слово) — органа ортодоксального иудейского движения «Агудас Исроэл», а также генеральный секретарь этого движения[44].
- Чайлд, Джоан (91) — австралийский политик, первая женщина на посту спикера Палаты представителей Парламента Австралии (1986—1989)[45].
- Черняков, Борис Абрамович (75) — доктор экономических наук, профессор Российского государственного аграрного университета — МСХА имени К. А. Тимирязева[46].
- Шрамко, Евгений (20) — белорусский штангист, умер во время тренировки[47].

### 22 февраля
- Анисимов, Игорь (40) — музыкант группы «Ласковый май»; убит[48].
- Атуотер, Марта (48) — американский сценарист, лауреат премии «Эмми» (2009)[49].
- Власова, Нина Александровна (82) — узбекский биолог, академик Академии наук Узбекистана[50].
- Годфри, Боб (91) — британский режиссёр анимационных фильмов, лауреат премии «Оскар» (1975)[51].
- Заваллиш, Вольфганг (89) — немецкий дирижёр и пианист[52].
- Кёлен-Делстра, Атье (74) — нидерландская конькобежка, многократная чемпионка мира и Европы, трёхкратный призёр зимних Олимпийских игр[53].
- Сингаевский, Николай Фёдорович (76) — украинский поэт[54].

### 21 февраля
- Вагабов, Михаил Вагабович (89) — дагестанский учёный, общественный деятель, участник Великой Отечественной войны, основатель Центра исламских исследований Северного Кавказа[55].
- Герман, Алексей Юрьевич (74) — советский и российский кинорежиссёр, сценарист, продюсер и актёр, заслуженный деятель искусств РСФСР, народный артист Российской Федерации[56].
- Йеппсон, Хассе (87) — шведский футболист, бронзовый призёр чемпионата мира (1950)[57].
- Каландаров, Марат Ахмедович (73) — писатель, гражданин Латвии, президент Международной ассоциации писателей и публицистов, редактор журнала «Настоящее время»[58][59].
- Мартель, Адриан (64) — аргентинский актёр[60].
- Миллан, Брюс (85) — британский политик, государственный секретарь по делам Шотландии (1976—1979)[61].
- Мэджик Слим (75) — американский блюзовый гитарист[62].

### 20 февраля
- Гончаров, Юрий Данилович (89) — советский и российский писатель, почетный гражданин Воронежа[63].
- Готье, Жан-Филип (75) — канадский хоккеист, обладатель «Кубка Стэнли» (1965)[64].
- Макдугалл, Эмма (21) — английская футболистка[65].
- Маккей, Дэвид (77) — американский астробиолог и геолог, пионер лунной геологии[66].
- Рома, Антонио (80) — аргентинский футболист-голкипер, участник двух чемпионатов мира[67].

### 19 февраля

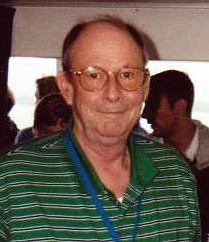
Роберт Ричардсон

- Алчиан, Армен Альберт (98) — американский экономист армянского происхождения[68].
- Антипин, Михаил Ювенальевич (61) — заведующий Лабораторией рентгеноструктурных исследований, доктор химических наук, член-корреспондент РАН[69].
- Берг, Эва (86) — норвежская актриса[70].
- Гаскинс, Тони (56) — американский журналист, лауреат премии «Тони» (1989)[71].
- Дауни, Джон (87) — шотландский футболист, нападающий[72]..
- Джабраилов, Хамзат Вадудович (56) — советский боксёр, заслуженный мастер спорта, чемпион СССР (1979), победитель международных турниров[73].
- Кордеро, Хоакин (90) — мексиканский актёр[74].
- Кошубаев, Пшимаф Карбечевич (77)— российский писатель, народный писатель Адыгеи[75].
- Майерс, Лу (77) — американский актёр («Свадебный переполох»)[76] Архивная копия от 10 апреля 2013 на Wayback Machine[77].
- Ричардсон, Роберт Колман (75) — американский физик, лауреат Нобелевской премии по физике (1996)[78].
- Стамбульчик, Александр Львович (84) — российский строитель, руководитель строительства крупнейших объектов аэрокосмической и атомной промышленности[79].
- Старовойтов, Василий Константинович (88) — бывший председатель колхоза «Рассвет», дважды Герой Социалистического Труда[80] Архивная копия от 22 февраля 2013 на Wayback Machine.
- Фрай, Герхард (80) — немецкий издатель и политик, основатель и председатель Немецкого народного союза (1971—2009)[81].

### 18 февраля
- Байсхайм, Отто (89) — немецкий миллиардер, основатель Metro AG, самоубийство[82].
- Басс, Джерри (79) — американский спортивный менеджер, владелец «Лос-Анджелес Лейкерс»[83].
- Гверо, Милан — сербский генерал, заместитель командующего армией боснийских сербов Радко Младича, осужденный за военные преступления[84].
- Грэй, Элспет (83) — британская актриса[85].
- Зильберг, Йоэль (86) — израильский режиссёр и сценарист[86].
- Лобо, Энтони Теодор (75) — пакистанский католический епископ[87].
- Нуртазин, Аманбек (73) — киргизский оперный певец, заслуженный артист Киргизской ССР[88].
- Пройслер, Отфрид (89) — немецкий детский писатель («Маленькая колдунья», «Крабат, или Легенды старой мельницы»)[89].
- Танджунг, Фейсал (73) — индонезийский военный деятель и политик, бывший министр безопасности[90].
- Харрис, Деймон (62) — американский певец («The Temptations»)[91].
- Хонда, Тиэко (49) — японская сэйю[92].
- Хьюитт, Годфри (73) — немецкий учёный в области молекулярной экологии и фитогеографии[93].
- Чепмен, Алдежр (81) — американский финансовый администратор, генеральный директор и президент Чикагской биржи опционов (1986—1997)[94].
- Эйерс, Кевин (68) — британский музыкант, композитор, автор текстов, основатель группы «Soft Machine»[95].

### 17 февраля
- Брирс, Ричард (79) — британский актёр[96].
- Краус, Шмулик (77) — израильский певец и музыкант[97].
- Лорийон, Пьер (94) — французский ветеран Второй мировой войны, один из последних пилотов эскадрильи «Нормандия — Неман»[98][99].
- Маккриди, Минди (37) — американская певица, самоубийство[100].
- Мора Мора, Луис (69) — коста-риканский юрист, председатель Верховного суда с 1999 года[101].
- Янович, Сократ (76) — польско-белорусский писатель[102].

### 16 февраля

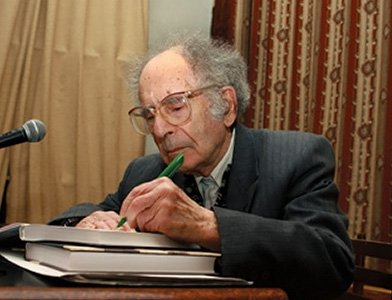
Григорий Померанц

- Арендаренко, Иван Иванович (91) — участник Великой Отечественной войны, Герой Советского Союза (1944)[103].
- Белозёров, Сергей Викторович (49) — российский тренер по спортивной акробатике, заслуженный тренер России[104]..
- Биллингс, Эвелин (95) — австралийский врач, соавтор метода Биллингса естественного планирования семьи[105].
- Григ, Ланье (64) — американский музыкант, бывший клавишник «ZZ Top»[106].
- Джироламе, Эннио (78) — итальянский актёр[107].
- Леонов, Николай Васильевич (91) — участник Великой Отечественной войны, Герой Советского Союза (1945), полковник в отставке[108].
- Нестеров, Пётр Андреевич (88) — участник Великой Отечественной войны, Герой Советского Союза (1945)[109].
- Николаи, Джорджо Мария (84) — итальянский писатель, учёный-русист[110].
- Пивоварова, Татьяна Леонидовна (88) — советская и российская актриса театра и кино[111].
- Померанц, Григорий Соломонович (94) — российский философ, культуролог, писатель, эссеист[112]
- Радулски, Юлиян (40) — болгарский шахматист, гроссмейстер (2004)[113].
- Хианола, Мартин (42) — аргентинский актёр[114].
- Шеридан, Тони (72) — британский певец и гитарист, исполнитель раннего рок-н-ролла[115].
- Эриксон, Эрик (94) — шведский хормейстер, лауреат Polar Music Prize (1997)[116].

### 15 февраля
- Азаров, Борис Иванович (72) — художественный руководитель и директор Крымского академического театра кукол с 1978 года[117].
- Имбриани, Кармело (37) — итальянский футболист и тренер[118].
- Казанец, Иван Павлович (94) — министр чёрной металлургии СССР (1965—1985), председатель Совета Министров Украинской ССР (1963—1965)[119].
- Калабалин, Антон Семёнович (73) — советский педагог, продолжатель традиций А. С. Макаренко, сын С. А. Калабалина[120].
- Кокоулин, Леонид Леонтьевич (86/87) — советский и российский писатель[121].
- Колев, Тодор (73) — болгарский театральный деятель, актёр, педагог, шоумен[122].
- Кондаков, Алексей Иванович (57) — советский музыкант, участник ВИА «Самоцветы» и «Пламя»[123].
- Санан Качорнпрасарт (78) — таиландский генерал и политик, заместитель премьер-министра (1990, 1998—2000, 2008—2011)[124].
- Тайт, Брэнфорд (75) — барбадосский политик, министр промышленности и торговли (1971—1976), туризма и промышленности (1986—1987), здравоохранения (1987—1993), иностранных дел (1993—1994)[125].
- Успенская, Татьяна Александровна (77) — редактор кино (более 200 фильмов)

### 14 февраля

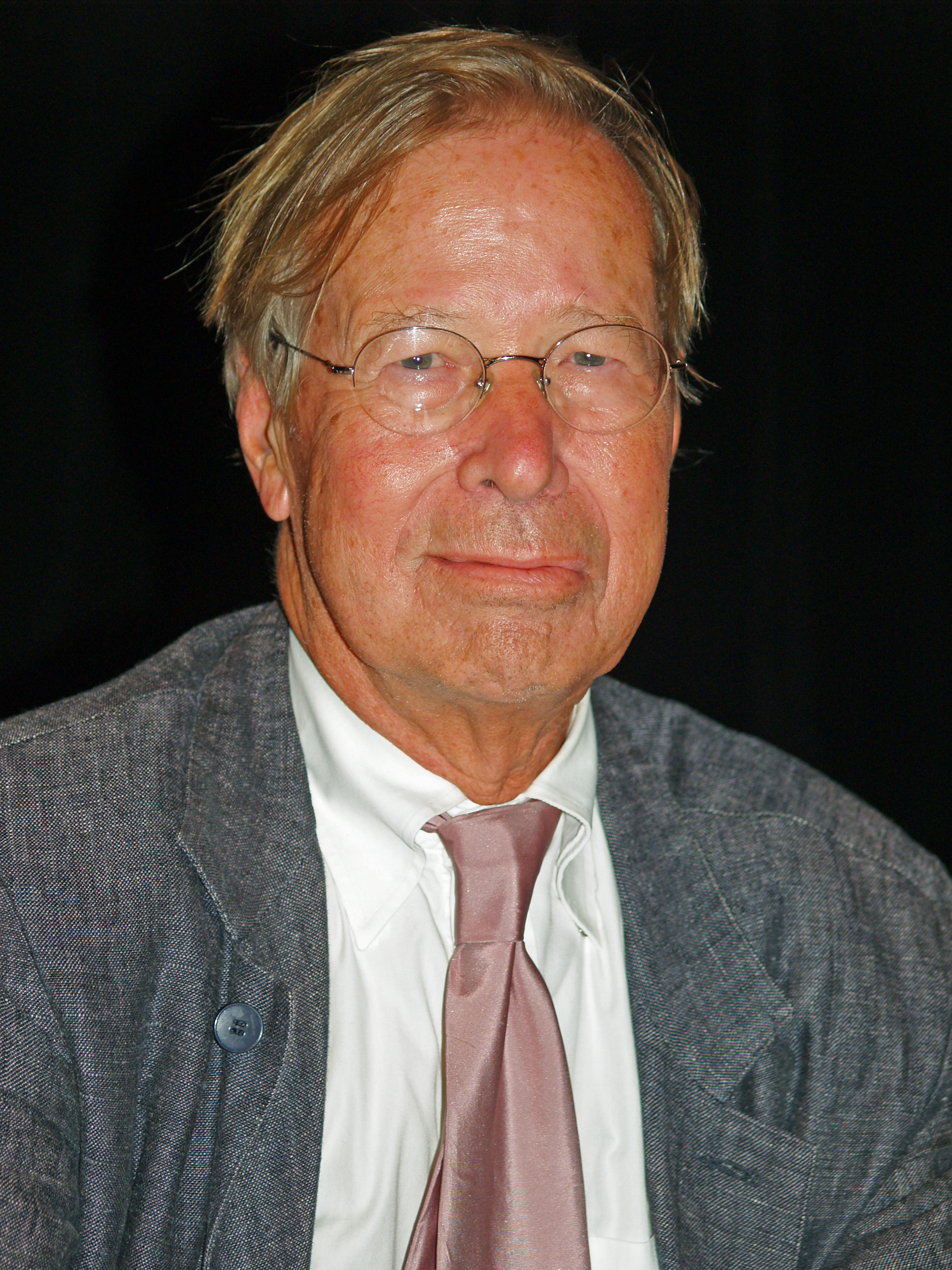
Рональд Дворкин

- Гудзоватый, Александр (75) — польский бизнесмен, сделавший большую часть своего капитала на сделках с «Газпромом»[126]
- Дворкин, Рональд (81) — американский юрист, политолог, философ и теоретик права, создатель концепции «права как целостности/честности»[127].
- Дябин, Владимир Степанович (90) — исследователь в области увековечивания памяти павших в Великую Отечественную войну, почётный гражданин Ярославля[128].
- Каминс, Марк (57) — американский диск-жокей и продюсер, открывший Мадонну[129]
- Леонов, Николай Васильевич (91) — советский военнослужащий, гвардии полковник, Герой Советского Союза.
- Лира, Фернандо (74) — бразильский политик, министр юстиции (1985—1986)[130]
- Пик, Кевин (66) — австралийский музыкант («Sky»)[131].
- Стенкамп, Ребекка (29) — южноафриканская фотомодель; убийство[132].
- Харви, Голди (29) — нигерийская певица, рэпер, автор песен и телеведущая[133].

### 13 февраля
- Виггер, Штефан (80) — немецкий актёр кино[134].
- Вольфарт, Жорж (62) — люксембургский политик, министр (1989—1999)[135].
- Герштейн, Изя Абрамович (89) — киргизский кинорежиссёр-документалист, кинооператор, народный артист Кыргызстана[136].
- Головков, Анатолий Павлович (65) — председатель правительства Ивановской области (2000)[137].
- Жирош, Тибор (82) — венгерский баскетболист, чемпион Европы (1955)[138].
- Землер, Кристиан (74) — немецкий журналист[139].
- Карден, Мишель-Андре (49) — канадский актёр[140].
- Коэйманс, Питер (79) — нидерландский юрист, дипломат, министр иностранных дел Нидерландов (1993—1994)[141].
- Андрэ Малебранш (96) — афро-гаитянская художница.
- Незнанский, Фридрих Евсеевич (80) — русский юрист, публицист и писатель[142].
- Осипов, Алексей Александрович (37) — российский актёр; утонул[143].
- Скотт, Дональд (84) — британский боксер, серебряный призёр летних Олимпийских игр в Лондоне (1948)[144]..

### 12 февраля
- Акмансой. Текин (89) — турецкий актёр[145]
- Бортвик, Дейв (65) — британский режиссёр анимационных фильмов («Волшебное приключение»)[146]
- Дорнер, Кристофер (33) — американский охотник за полицейскими, самоубийство[147]
- Самофал, Анатолий Антонович (69) — заместитель командующего Тихоокеанским флотом по гражданской обороне (1991—1994), контр-адмирал в отставке[148]
- Саттам ибн Абдул-Азиз Аль Сауд (73) — саудовский принц, губернатор провинции Эр-Рияд (2011—2013)[149]
- Суханов, Владимир Алексеевич (76) — заслуженный тренер России и Украины по водному поло[150].
- Тахер, Тармизи (76) — индонезийский политик, министр по религиозным делам (1993—1998)[151].
- Удовенко, Геннадий Иосифович (81) — министр иностранных дел Украины (1994—1998)[152].

### 11 февраля
- Беляев, Андрей Андреевич (Айтбакы Белялов; 54) — казахстанский предприниматель, поэт, создатель и экс-президент Валют-Транзит Банка, осуждённый за финансовые преступления[153].
- Боутрайт, Джим (61) — американский баскетболист, выступавший за «Маккаби» (Тель-Авив) (капитан команды), двукратный чемпион Евролиги (1977, 1981)[154].
- Вигдергауз, Павел Исаакович (87) — советский и украинский архитектор, лауреат Государственной премии СССР, Заслуженный архитектор Украины[155].
- Вяхирев, Рем Иванович (78) — российский хозяйственный деятель, председатель правления концерна «Газпром» (1992—2001)[156].
- Грачёв, Николай Фёдорович (82) — командующий Уральским военным округом (1984—1987), главный военный специалист при Верховном Главнокомандующем Вооружёнными Силами Республики Афганистан (1990—1992), генерал армии[157].
- Грищенко, Владимир Фёдорович (67) — главный тренер ХК «Ижсталь» (1979—1984), заслуженный тренер России[158].
- Диалло, Келафа (?) — гвинейский генерал, начальник штаба армии Гвинеи, авиакатастрофа[159].
- Зайвый, Фёдор Фёдорович (81) — председатель Николаевского областного исполнительного совета депутатов (1975—1982)[160].
- Зияй, Альфред (52) — албанский футболист и спортивный функционер[161].
- Масленникова, Ирина Ивановна (94) — советская оперная певица, Народная артистка РСФСР[162].
- Нарышкин, Андрей (51) — российский журналист-международник, сотрудник ИТАР-ТАСС[163].
- Хаксли, Рик (72) — британский музыкант («The Dave Clark Five»)[164].
- Цыпина, Инесса Максовна (66) — молдавская художница[165].

### 10 февраля

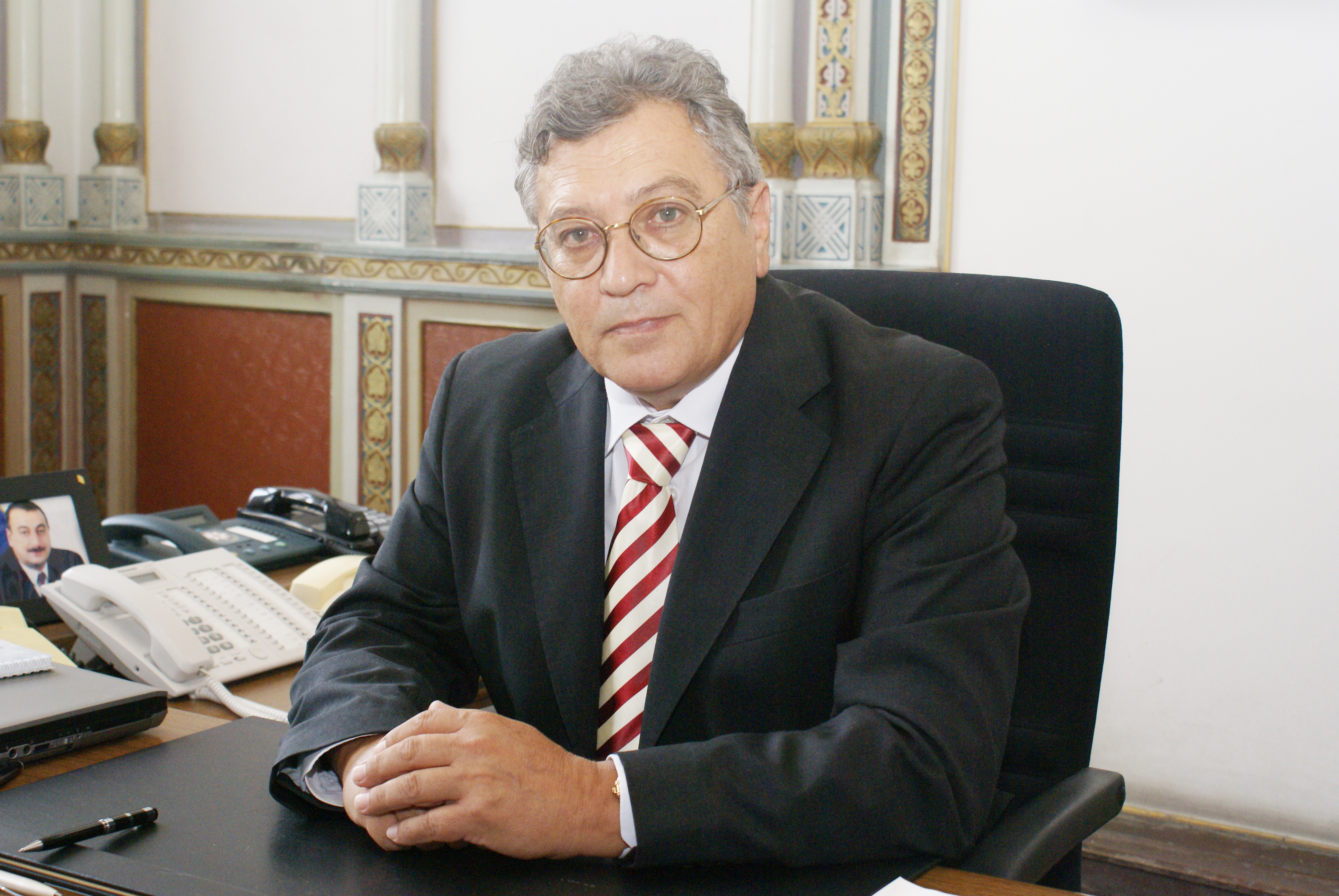
Махмуд Керимов

- Бас, Корнелис (85) — нидерландский миколог[166].
- Браверман, Сара (95) — основательница женских подразделений израильской армии[167].
- Будникова, Алина Нестеровна (70) — российский художник-костюмер («Старые песни о главном»)[168].
- Влахос, Петро (96) — американский инженер спецэффектов, дважды лауреат премии Оскар (1965, 1995)[169].
- Внодченко, Юрий Фёдорович (85) — советский и российский художник, заслуженный художник России[170].
- Горовец, Леонид Борисович (62) — советский и израильский режиссёр и сценарист[171].
- Керимов, Махмуд Керим оглы (64) — физик, академик и президент Национальной академии наук Азербайджана[172].
- Михальский, Кшиштоф (64) — польский философ[173].
- Триас, Эухенио (70) — испанский философ[174].
- Чжуан Цзэдун (73) — китайский настольный теннисист, инициировавший пинг-понговую дипломатию[175].
- Хартман, Давид (81) — израильский раввин и философ[176].

### 9 февраля
- Артшвагер, Ричард (89) — американский дизайнер и скульптор[177]..
- Барков, Лев Митрофанович (84) — российский и советский физик, академик РАН (1991; академик АН СССР с 1984 года)[178].
- Бэнкс, Майк (90) — британский альпинист, первовосходитель на Ракапоши (1958)[179].
- Кезди, Дьёрдь (76) — венгерский актёр, самоубийство[180].
- Лаверти, Колин (75) — австралийский врач и коллекционер, который впервые выявил этиологическую связь папилломавируса в развитии рака шейки матки[181].
- Поло, Леонардо (87) — испанский философ[182]
- Фукуда, Кейко (99) — американская дзюдоистка, имеющая самый высокий ранг среди женщин в истории дзюдо, последняя ученица создателя дзюдо Дзигоро Кано[183].
- Ханов, Ильдар Мансавеевич (72) — российский художник, архитектор и скульптор, создатель Храма всех религий в Казани[184].

### 8 февраля
- Аллей, Элизабет (58) — американская актриса[185].
- Блинова, Эльмира Гафуровна (57) — российская писательница[186]..
- Бурдиков, Михаил Геннадьевич (74) — советский и российский тренер по самбо, заслуженный тренер СССР[187].
- Волчков, Эдуард Петрович (75) — российский и советский теплофизик, академик РАН (2008)[188].
- Де Прист, Джеймс (76) — американский дирижёр[189]..
- Дода, Збигнев (81) — польский шахматист; международный мастер (1964)[190].
- Йодтхонг Сенанан (75) — таиландский тренер по муай тхай[191]
- Кели, Джованни (94) — итальянский куриальный кардинал и ватиканский дипломат[192].
- Муссил, Феликс (92) — немецкий карикатурист[193].
- Ромайер, Клаус (83) — немецкий фотограф[194].
- Скримшоу, Невин (95) — американский диетолог, лауреат Всемирной продовольственной премии (1991)[195].
- Смит, Уильям (88) — американский пловец, двукратный чемпион летних Олимпийских игр в Лондоне (1948)[196]..
- Сосгурник, Альфред (79) — польский толкатель ядра, бронзовый призёр чемпионата Европы (1962)[197].
- Татич, Иосип (66) — югославский, сербский артист[198].
- Хюбнер, Курт (91) — немецкий философ и учёный-теоретик[199].
- Шарп, Алан (79) — британский сценарист («Роб Рой»)[200].
- Шенкер, Фридрих (70) — немецкий композитор[201].

### 7 февраля
- Лассоф, Говард (57) — израильский баскетболист[202].
- Мазалов, Вячеслав Николаевич (57) — советский футболист («Химик» Новомосковск, «Крылья Советов», ТОЗ)[203].
- Мукташ, Жозе (80) — президент Регионального совета Гваделупы (1983—1986)[204].
- Папич, Крсто (79) — югославский, хорватский режиссёр[205]
- Рендал, Джонатан (48) — британский писатель, лауреат премии премии Сомерсета Моэма (1998)[206].
- Рогоч, Роман (86) — польский футболист и тренер[207].
- Стин, Питер (77) — датский актёр, лауреат премии «Бодил» (2004)[208].
- Унтерманн, Юрген (84) — немецкий лингвист и преподаватель[209].
- Фёклов, Иван Григорьевич (77) — буровик, депутат Верховного Совета РСФСР (1975—1990), Герой Социалистического Труда[210].
- Нигматулин, Зайрулла Гершанович (93) — участник Великой Отечественной войны, ветеран труда, почётный житель города Караганды.

### 6 февраля
- Белаид, Шокри (48) — тунисский адвокат и политик, один из лидеров оппозиционного «Народного фронта», убит[211].
- Вели, Шаиг (62) — азербайджанский поэт az:Şaiq Vəli
- Григорян, Ованнес (67) — армянский поэт и переводчик[212]
- Дальмау, Хоан (85) — испанский актёр («Море внутри»)[213]
- Жене, Гудрун — (98) немецкая актриса[214].
- Жук, Сергей (15?) — баскетболист сборной Беларуси (U-16), умер во время тренировки[215].
- Кривошапко, Галина Михайловна (96) — дирижёр, заслуженная артистка РСФСР, заслуженный деятель искусств РСФСР[216]
- Литинский, Геннадий (55) — израильский карикатурист[217].
- Малов, Александр Олегович (59) — российский актёр, рок-музыкант и режиссёр, один из создателей Московского драматический театра «Сфера», заслуженный артист Российской Федерации[218].
- Подскальски, Герхард (75) — немецкий церковный историк и теолог, специалист в области византийской и русской религиозной философии и культуры[219].
- Рубин, Айра (Ira Rubin, 82) — американский игрок в бридж, победитель (1976) и трёхкратный серебряный призёр чемпионатов мира по бриджу[220].
- Мигель Анхель Феррис (62) — мексиканский актёр[221].
- Фриборн, Стюарт (98) — британский гримёр[222].
- Фрителли, Фабио (48) — итальянский певец и диск-жокей. самоубийство[223].
- Элон, Менахем (89) — один из ведущих знатоков еврейского права, заместитель председателя Верховного Суда Израиля (1988)[224].

### 5 февраля
- Гаргано, Рейнальдо (78) — министр иностранных дел Уругвая (2005—2008)[225].
- Майлз, Маршалл (86) — американский бриджист, победитель Международной олимпиады по бриджу (2004)[226].
- Милева, Леда (93) — болгарская писательница, дочь Гео Милева[227].
- Мироненко, Валерий Иванович (67) — артист оперетты, директор Саратовского театра оперетты, заслуженный артист России[228].
- Новланд, Эгил (88) — норвежский композитор[229].
- Панокина, Ольга Николаевна (59) — российский художник-аниматор[230].
- Скоков, Юрий Владимирович (74) — российский политик, секретарь Совета безопасности России (1992—1993), председатель Национального совета Конгресса русских общин[231].
- Таннер, Пол (95) — американский тромбонист, последний музыкант из первого состава оркестра Гленна Миллера[232].
- Уолделл, Хлоя (16) — британская пловчиха, победительница многих юниорских стартов[233].
- Ховланн, Эгиль (88) — норвежский классический композитор и органист[229].
- Хэмблинг, Джерри (86) — американский монтажёр кино, шестикратный номинант на кинопремию «Оскар»[234][235].

### 4 февраля
- Берд, Дональд (80) — американский музыкант, джазовый трубач[236].
- Варустин, Лев Эдуардович (85) — журналист, ученый, литератор, один из первых лауреатов премии Союза журналистов СССР[237].
- Дейнеко, Александр Дмитриевич (64) — металлург, руководитель некоммерческой организации «Фонд развития трубной промышленности», лауреат Государственной премии РФ[238].
- Пресли, Рег (71) — британский музыкант, вокалист группы «The Troggs»; рак лёгких[239].
- Шувалов, Дмитрий Александрович (80) — акварелист, график, заслуженный художник России, профессор Санкт-Петербургской государственной художественно-промышленной академии им. А. Л. Штиглица[240].

### 3 февраля
- Абрахам, Вольфганг (71) — немецкий футболист, (ГДР)[241]
- Адам, Дьёрдь (91) — венгерский академик, ректор Будапештского университета (1972—1978)[242].
- Борн, Б. Х. (80) — американский баскетболист, чемпион мира (1954)[243].
- Гилмор, Питер (81) — британский актёр[244][245].
- Гладилов, Валентин Владимирович (70) — доктор биологических наук, профессор, бывший проректор по научной работе Сыктывкарского государственного университета[246].
- Каспаров, Павел Владимирович (64) — журналист, политический обозреватель ЦТ — ведущий информационной программы «Время»[247].
- Миклош, Арпад (45) — порноактёр, самоубийство[248].

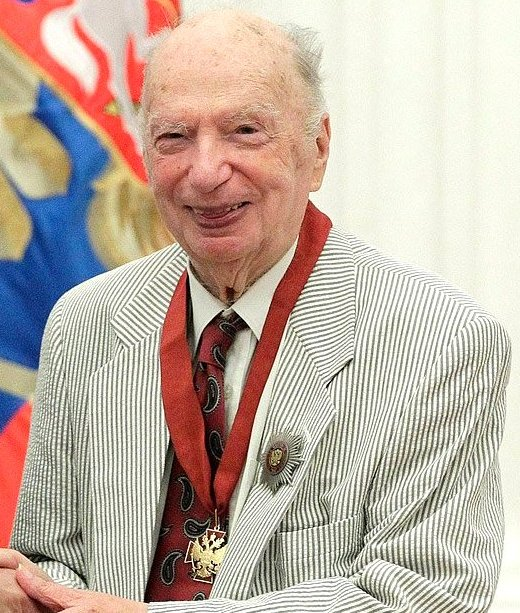
Оскар Фельцман

- Папец, Златко (79) — югославский (хорватский) футболист, серебряный призёр летних Олимпийских игр в Мельбурне (1956)[249].
- Фельцман, Оскар Борисович (91) — советский композитор, народный артист РСФСР (1989); сердечная недостаточность[250].
- Филёв, Анатолий Иванович (84) — советский дипломат, Чрезвычайный и полномочный посол СССР в Северном Йемене (1984—1987)[251]
- Юсуф, Ям Мухаммед (59) — пакистанский политик, главный министр Белуджистана (2002—2007)[252].

### 2 февраля
- Балон, Владимир Яковлевич (75) — советский и российский актёр[253]
- Иямбо, Абрахам (52) — намибийский политик, министр рыболовства и морских ресурсов (1997—2010), министр образования с 2010 года[254].
- Кайл, Крис (38) — самый известный снайпер США, бывший боец отряда сил специальных операций ВМС США «Морские котики», убийство[255]
- Керр, Джон (81) — американский актёр, лауреат премии «Тони» (1954)[256].
- Мензир, Недждет (68) — турецкий политик, министр транспорта (1997—1998)[257].
- Овьедо, Лино (69) — генерал в отставке, лидер партии «Национальный союз этичных граждан», кандидат в президенты Парагвая; авиакатастрофа[258].
- Тоззони, Гай (90) — основатель и первый президент Ассоциации центров международной торговли (1970—2011), почётный президент АЦМТ с 2011 года[259].
- Шанмугам, П. (86) — индийский политик, премьер-министр Пудучерри (2000—2001)[260].

### 1 февраля

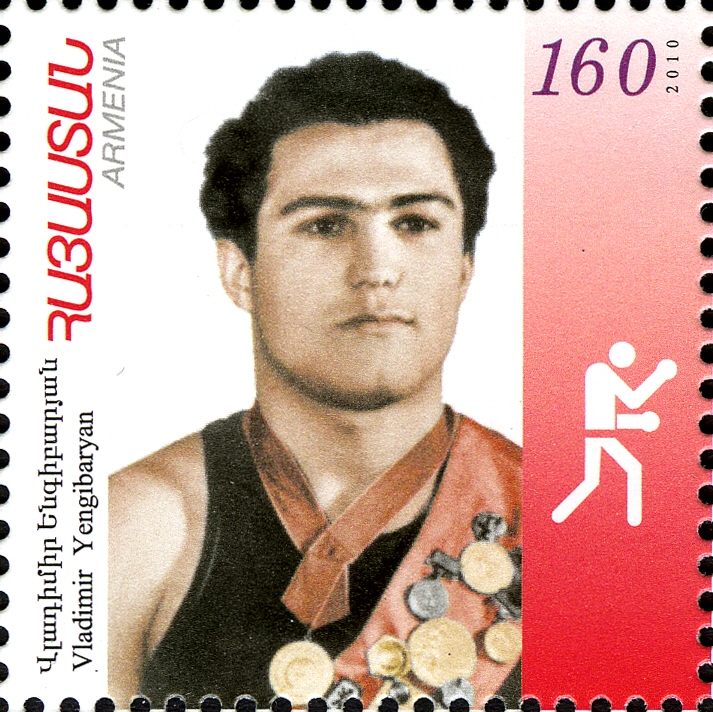
Владимир Енгибарян

- Вомак, Сесил — американский певец[261].
- Генри, Омар (25) — американский боксёр, рак[262].
- Дашек Рудольф (80) — чешский гитарист[263].
- Дорохов, Георгий Валерьевич (28) — российский композитор[264].
- Енгибарян, Владимир Николаевич (80) — советский боксёр, олимпийский чемпион (1956)[265].
- Каталымов, Борис Николаевич (80) — казахстанский шахматист, многократный чемпион Казахстана, вице-чемпион мира среди ветеранов[266].
- Коч, Эд (88) — американский политик, конгрессмен, мэр Нью-Йорка (1978—1989)[267].
- Люйт, Льюис (80) — южноафриканский политик, бизнесмен и спортивный деятель[268].
- Мушкатин, Игорь Александрович (72) — советский и израильский режиссёр, создатель и художественный руководитель молодёжного театра «Мозаика»[269].
- Сачз, Робин (61) — британский актёр[270].
- Фомин, Юрий (45) — украинский бизнесмен, владелец гостиницы «Феофания»; убийство[271].
- Холмс, Пол (62) — новозеландский радио-и тележурналист, актёр; рак простаты[272].